# Titularbistum Gadara
Gadara ist ein Titularerzbistum der römisch-katholischen Kirche.
Unter der Bezeichnung Gadara gab es zwei Titularbistümer, eines lag in der römischen Provinz Palaestina I. und ein weiteres in Palaestina II. Bei dieser Beschreibung handelt es sich offensichtlich um die Titularbischöfe des Titularbistums Gadara in der Provinz Palaestina II. Es gehörte zur Kirchenprovinz Scythopolis.
Dieser Ort ist heute als Umm Qais in Jordanien bekannt. 
| Titularbischof von Gadara |                                 |                                                                                    |                   |                    |
| Nr.                       | Name                            | Amt                                                                                | von               | bis                |
| 1                         | Matthias Kanuti OSB             | Weihbischof in Halberstadt                                                         | 9. Juli 1492      | 1506               |
| 2                         | Domingo Pérez Rivera            | Weihbischof in Sevilla                                                             | 6. März 1741      | 12. November 1771  |
| 3                         | Jan Benisławski SJ              | Koadjutorbischof von Mahiljou                                                      | 1783              | 25. März 1812      |
| 4                         | Anton Gottfried Claessen        | Weihbischof in Köln                                                                | 25. Juli 1844     | 29. September 1847 |
| 5                         | Joseph-Hyacinthe Sohier MEP     | Apostolischer Koadjutorvikar von Nord Cochin / Apostolischer Vikar von Nord Cochin | 27. August 1851   | 3. September 1876  |
| 6                         | Edward McCabe                   | Weihbischof in Dublin                                                              | 26. Juni 1877     | 4. April 1879      |
| 7                         | José Macchi                     | Weihbischof in Palestrina                                                          | 27. Februar 1880  | 3. April 1889      |
| 8                         | Giuseppe Schirò                 |                                                                                    | 13. Juli 1889     | 29. November 1895  |
| 9                         | Nicolae Iosif Camilli           | emeritierter Bischof von Iași                                                      | 12. Dezember 1895 | 26. Februar 1901   |
| 10                        | Wenzeslaus Frind                | Weihbischof in Prag                                                                | 15. Juli 1901     | 2. September 1932  |
| 11                        | Martial-Pierre-Mari Jannin MEP  | Apostolischer Vikar von Kontum                                                     | 10. Januar 1933   | 16. Juli 1940      |
| 12                        | Marie Pierre Jean Cassaigne MEP | Apostolischer Vikar von Saigon                                                     | 20. Februar 1941  | 31. Oktober 1973   |